# Nikolái Avilov
Nikolái Avilov (Unión Soviética, 6 de agosto de 1948) es un atleta soviético retirado, especializado en la prueba de decatlón en la que llegó a ser campeón olímpico en 1972.

## Carrera deportiva
En los JJ. OO. de Múnich 1972 ganó la medalla de oro en la competición de decatlón, con una puntuación de 8454 puntos que fue récord del mundo, quedando por delante de su compatriota Leonid Lytvynenko y del polaco Ryszard Katus.
En los JJ. OO. de Montreal 1976 ganó la medalla de bronce en la competición de decatlón, consiguiendo un total de 8369 puntos, siendo superado por el estadounidense Bruce Jenner que con 8618 puntos batió el récord del mundo, y el alemán Guido Kratschmer.